# سد كريت
سد كريت أو سد كوريت هو سد تاريخي يقع في قرية كيريت التابعة لمدينة طبس وعلى مسافة 56 كم من طريق طبس– ديهوك. تم بناء هذا السد عام 1350 (م)، ويبلغ ارتفاعه 60 مترا، أطول سد في العالم حتى بداية القرن العشرين. يعد هذا السد أكبر سد مقوس في العالم منذ 550 عامًا.
يعد الطوب المربع والحجر والملاط والجير والطين من المواد الرئيسية المستخدمة في السد. وهذا السد من النوع الخرساني المقوس بارتفاع 24.5 متراً، تم صب 85 ألف متر مكعب من الخرسانة فيه، ويبلغ عمق حوض الالتقاط 20 متراً، وطوله في الجزء التاج 52 متراً، ويبلغ عمق الحوض 20 متراً، ويبلغ طوله في الجزء العلوي 52 متراً. عرض التاج يتراوح بين 120 و125 سم.
منذ 2000 عام وحتى بداية القرن العشرين، تم بناء أطول السدود المقوسة في العالم في إيران. يعد سد كوريت أحد أروع إنجازات هندسة السدود في العصور الوسطى.